# Trình tự Kozak
Trình tự liên ứng Kozak, liên ứng Kozak hoặc trình tự Kozak là một chuỗi trình tự xuất hiện trên mRNA nhân thực và có liên ứng (gcc)gccRccAUGG. Trình tự liên ứng Kozak đóng một vai trò quan trọng trong quá trình bắt đầu quá trình dịch mã. Trình tự được đặt theo tên của nhà khoa học đã phát hiện ra nó, Marilyn Kozak.
Trình tự được xác định bằng ký hiệu (gcc)gccRccAUGG, tổng hợp dữ liệu được phân tích bởi Kozak từ nhiều nguồn khác nhau (khoảng 699 là tổng)  như sau:
- một ký tự viết thường biểu thị base phổ biến nhất tại một vị trí nhưng vẫn có thể có các base khác;
- các chữ cái viết hoa biểu thị các base có tính bảo thủ cao, tức là chuỗi 'AUGG' là cố định hoặc hiếm khi, nếu có, là thay đổi, ngoại trừ mã không rõ ràng IUPAC [3] Ký hiệu 'R' cho biết rằng purine (adenine hoặc guanine) là luôn luôn được nhìn thấy ở vị trí này (với adenine được Kozak tuyên bố là thường xuyên hơn); và
- trình tự trong dấu ngoặc đơn (gcc) mang ý nghĩa không chắc chắn.

Ghi chép của Kozak được giới hạn trong một tập của các động vật có xương sống (tức là như con người, bò, mèo, chó, gà, chuột lang, chuột đồng, chuột, lợn, thỏ, cừu và chó xenopus).

## Giới thiệu
Trình tự này trên phân tử mRNA được nhận biết bởi ribosome là điểm bắt đầu dịch mã, từ đó một protein được mã hóa bởi phân tử mRNA đó. Ribosome yêu cầu trình tự này hoặc một biến thể có thể xảy ra (xem bên dưới) để bắt đầu dịch. Trình tự Kozak không nên bị nhầm lẫn với mặt liên kết ribosome (RBS), đó có thể là đầu 5 'của một RNA thông tin hoặc một IRES (Internal ribosome entry site).
Trong cơ thể, mặt này thường không khớp chính xác trên các mRNA khác nhau và lượng protein tổng hợp từ một mRNA đã cho phụ thuộc vào cường độ của trình tự Kozak. Một số nucleotide trong chuỗi này quan trọng hơn so với các protein khác: AUG là quan trọng nhất bởi vì nó là codon khởi đầu thực sự mã hóa một amino acid methionine ở điểm cuối N của protein. (Hiếm khi, GUG được sử dụng như một codon khởi đầu, nhưng methionine vẫn là amino acid đầu tiên vì nó là met-tRNA trong phức hợp khởi đầu liên kết với mRNA.) Nucleotide A của "AUG" được đánh số là 1. Đối với một sự liên ứng 'mạnh', các nucleotide ở vị trí +4 (tức là G trong chuỗi liên ứng) và vị trí -3 (tức là A hoặc G trong chuỗi liên ứng) so với nucleotide số 1 phải phù hợp với liên ứng (không có vị trí số 0). Sự liên ứng 'đầy đủ' chỉ có 1 trong số các mặt này, trong khi sự liên ứng 'yếu' không có. Các cc tại -1 và -2 không bảo thủ, nhưng đóng góp vào cường độ của tổng thể. Cũng có bằng chứng cho thấy điểm G ở vị trí -6 quan trọng trong việc bắt đầu dịch mã.
Có những ví dụ trong cơ thể của từng loại liên ứng Kozak này, và chúng có thể tiến hóa như một cơ chế điều chỉnh gen khác. Lmx1b là một ví dụ về một gen có trình tự liên ứng Kozak yếu. Để bắt đầu dịch từ một mặt như vậy, các tính năng khác được yêu cầu trong chuỗi mRNA để ribosome nhận ra codon khởi đầu.

Bảng phân tích trình tự cho thấy các trình tự bảo thủ xung quanh bộ ba mở đầu từ 10 000 mRNA của con người.